# Стојстаун (Пенсилванија)
Стојстаун (енгл. Stoystown) град је у америчкој савезној држави Пенсилванија.

## Демографија
По попису из 2010. године број становника је 355, што је 73 (-17,1%) становника мање него 2000. године.
| Група             | 2000.       | 2010.       |
| Белци             | 426 (99,5%) | 354 (99,7%) |
| Афроамериканци    | 0 (0,0%)    | 0 (0,0%)    |
| Азијати           | 0 (0,0%)    | 0 (0,0%)    |
| Хиспаноамериканци | 1 (0,2%)    | 0 (0,0%)    |
| Укупно            | 428         | 355         |